# Storeknøs
Storeknøs är en kulle i Danmark.   Den ligger i Skanderborgs kommun i Region Mittjylland, i den centrala delen av landet, 190 km väster om Köpenhamn. Toppen på Storeknøs är 129 meter över havet. Storeknøs ligger i Rye Nørreskov nära sjön Julsø. Närmaste större samhälle är Silkeborg, 9 km nordväst om Storeknøs. I omgivningarna runt Storeknøs växer i huvudsak blandskog.